# Cardioperla nigrifrons
Cardioperla nigrifrons är en bäcksländeart som först beskrevs av Douglas E. Kimmins 1951.  Cardioperla nigrifrons ingår i släktet Cardioperla och familjen Gripopterygidae. Inga underarter finns listade i Catalogue of Life.